# 網油

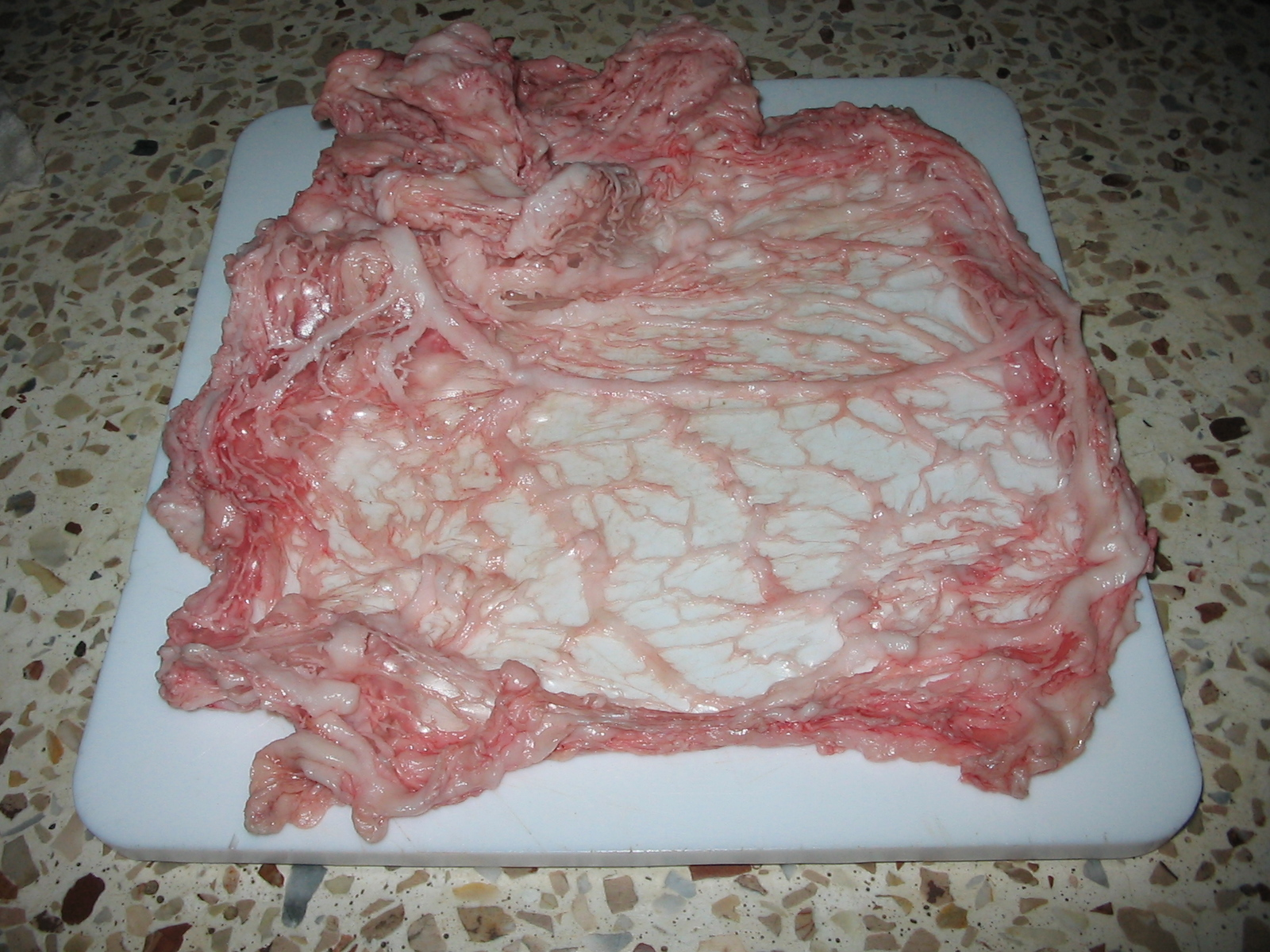
豬網油

網油是圍繞動物（如牛、羊、豬）內部器官的薄膜，為烹飪食材。古漢語稱為膋。因中國食譜一般只會用到豬網油，故中文「網油」一詞多理解為「豬網油」。

## 成份
豬網油主要為脂肪，當中飽和脂肪酸和不飽和脂肪酸的含量相當，並且富含維生素A，維生素E也很豐富。

## 煮法
網油有多種煮法。
中菜網油入饌的例子有叫化雞、網油蒸三鯠等。後者在蒸魚時蓋在魚身上，魚熟了，網油的甘香也隨之沁入魚身。除蒸外，其它的煮法有包裹餡料酥炸，如炸春花。中國潮州地區人用網油包著大鱔去燉。
台灣會使用豬網油來製作龍鳳腿的外皮，龍鳳腿源自台灣北部靠海的漁村，相傳一名魚漿師傅，覺得魚漿賣不完很浪費，參考雞捲的做法，把魚漿加上一些紅蘿蔔、荸薺、洋蔥、高麗菜等剩料，用豬油網包製下鍋油炸至金黃色，作成了小吃。做為在喜宴上招待賓客，為討吉利取名為「龍鳳腿」。
西廚多用它作香腸的腸衣，包肉捲和肉醬，或用它裹著牛柳、鴿胸、鵪鶉，放入烤爐去。
其它例子有瑞士的 atriau，法國的油網包，塞浦路斯的 sheftalia，英國的 faggots，意大利的 fegatelli。在傳統的烏克蘭和俄羅斯菜中，稱為 salnik 或 salnyk，常用來包卡莎或肝臟，放進俄式烤箱中焗。
美國西南部的納瓦霍人用它來包羊腸，製作一種叫做ach'ii'的菜。

網油菜式
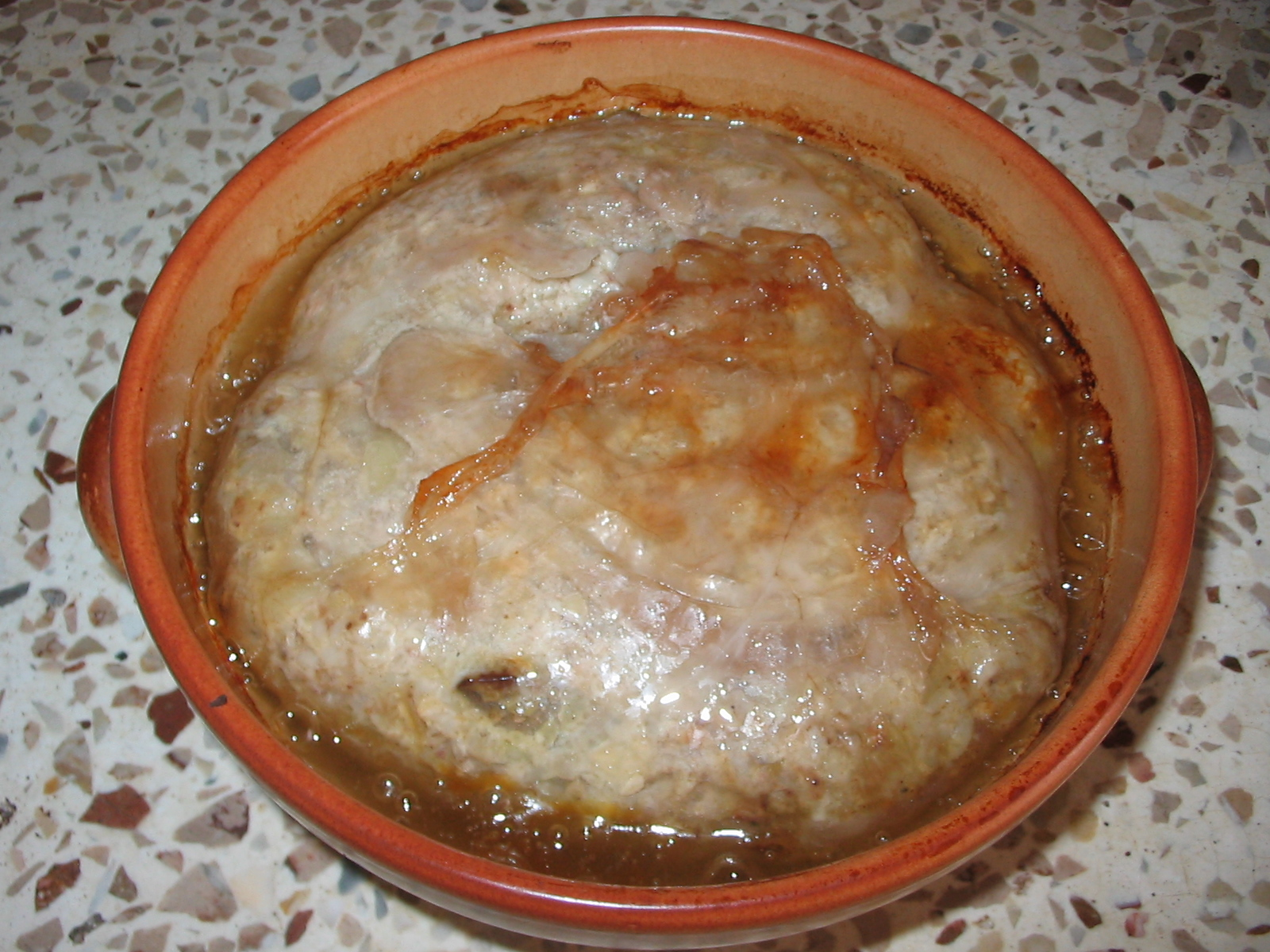
Salnyk
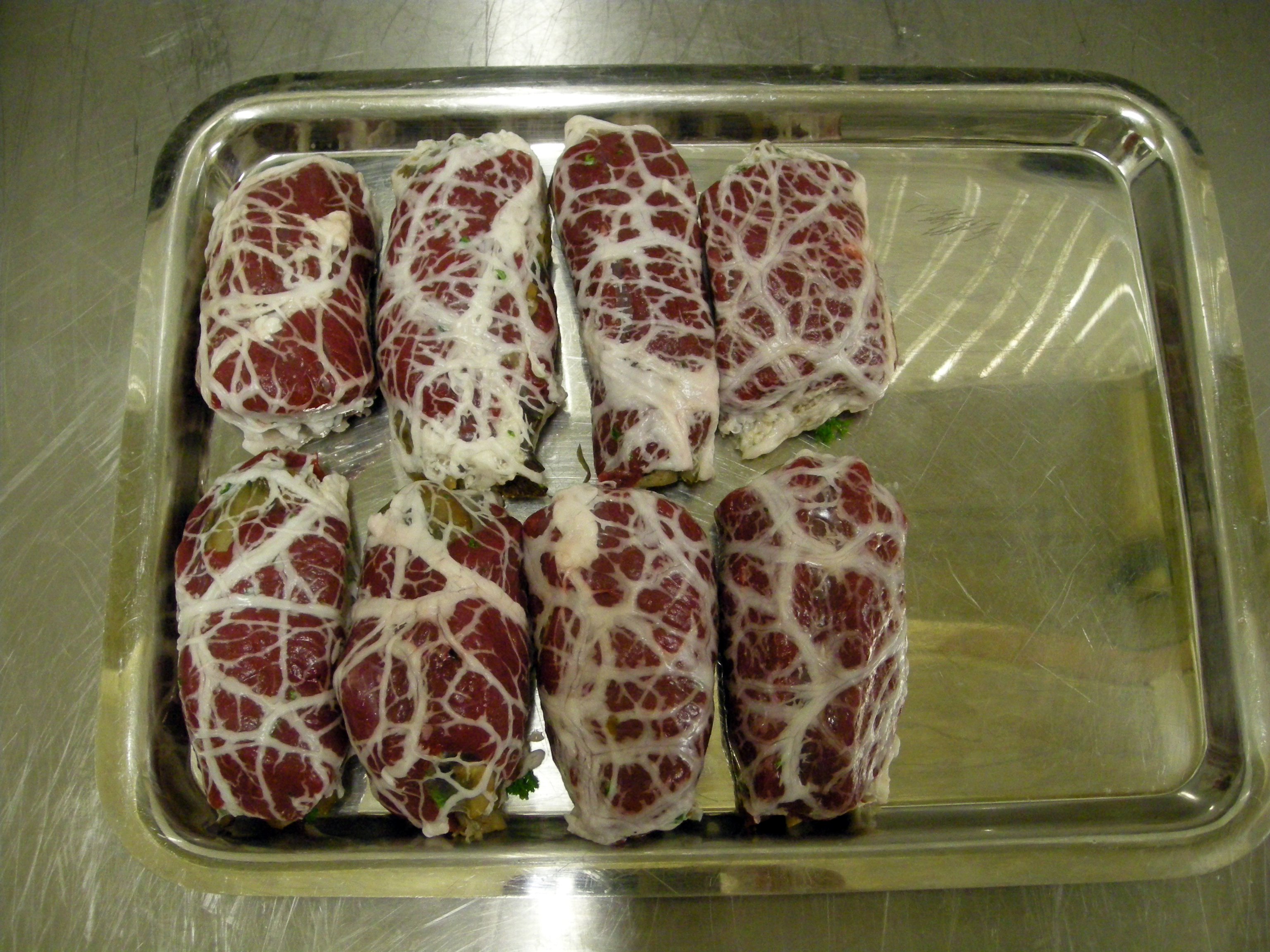
鴕鳥肉油網包
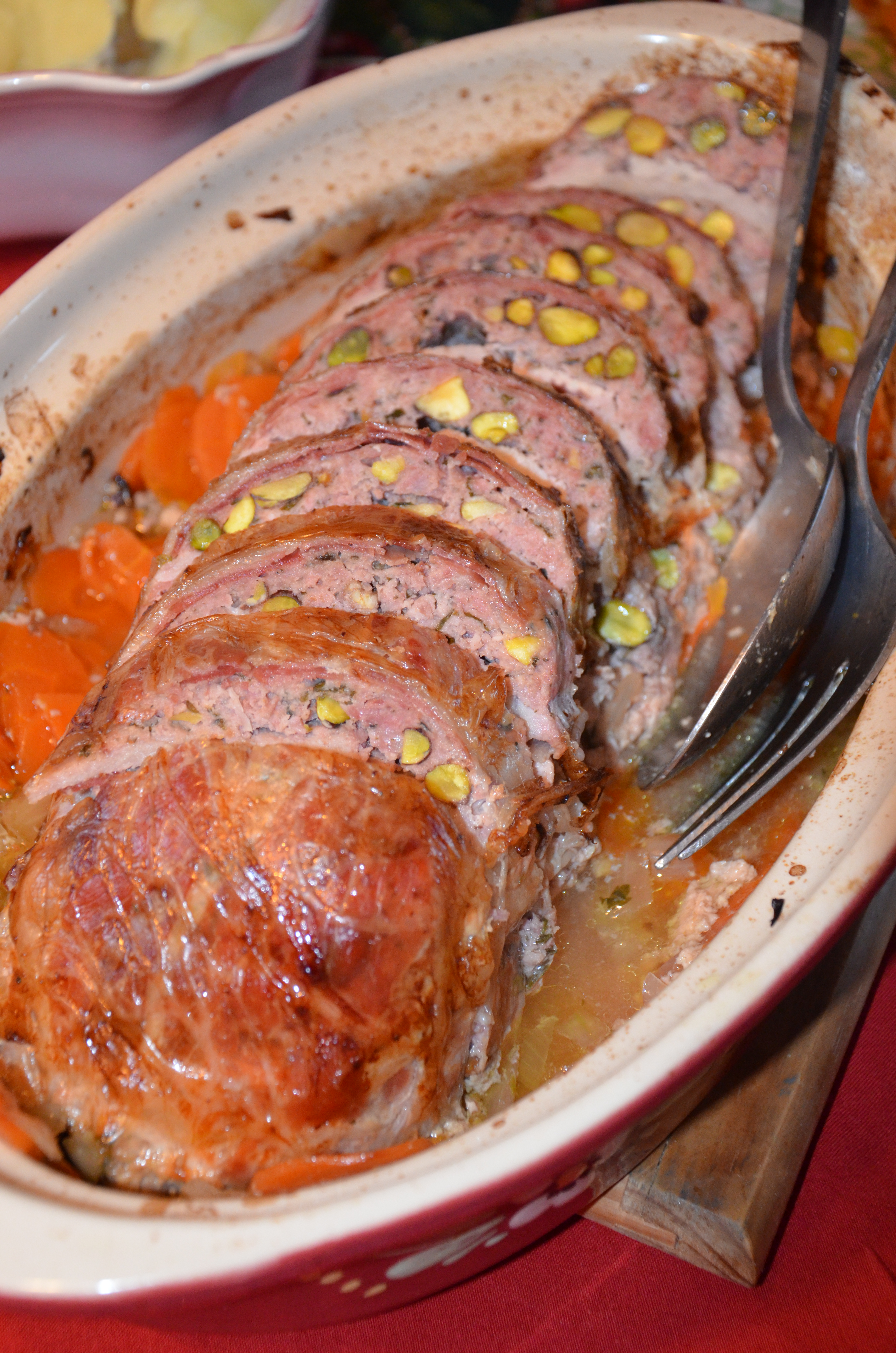
法国小牛肉香肠束(Feuilleton de veau)
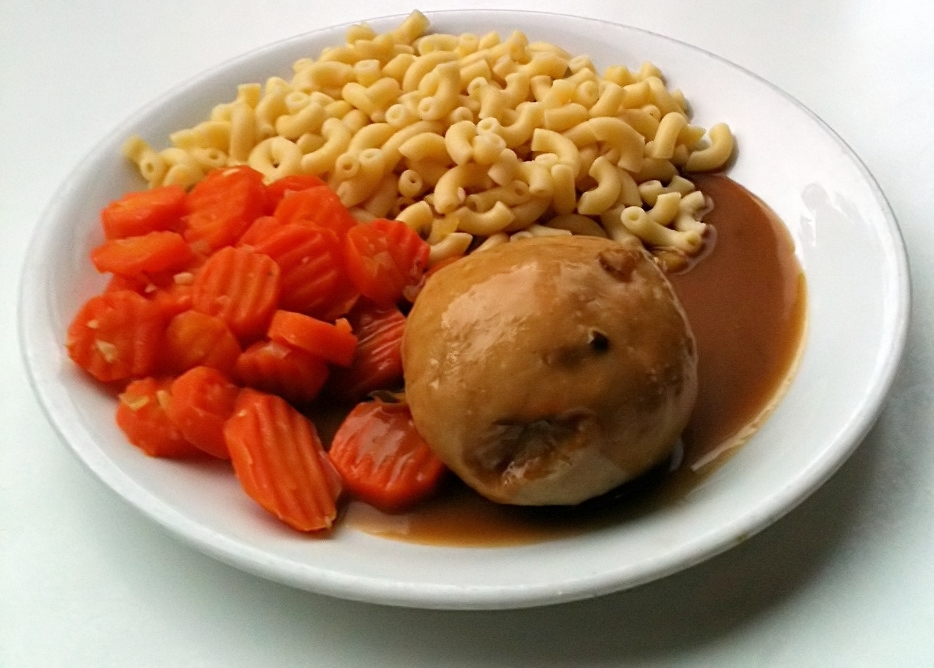
Atriau 配以意大利面和胡萝卜

## 考文
1. ↑  劉致新. . 晴報. 2016-02-04  [2019-01-04]. （原始内容存档于2021-04-21）.
2. ↑  圖文不符. . The News Lens 關鍵評論網.   [2021-07-21]. （原始内容存档于2021-07-23）.
3. 1 2  . BBC.   [7 October 2012]. （原始内容存档于2020-07-17）.
4. ↑  協會Fribourgeoise des Paysannes(Eds.). 庫車和Traditionen im Freiburgerland的。  版本Fragnière、弗里堡(瑞士)1996, p. 133 (德語)
5. ↑  Crépinette （页面存档备份，存于）的。 食物在字典Epicurious.com中。
6. ↑  Вильям Похлебкин. Большая энциклопедия кулинарного искусства, Сальник （页面存档备份，存于）. Москва: Центрполиграф, 2010, ISBN 978-5-9524-4620-5 (William Pokhlyobkin. The Great Encyclopedia of Culinary Art, "Salnik". Moscow: Centrpoligraph, 2010; in Russian)